# Ibérica (revista)

Exemplar de la primera època de la revista Ibérica

Exemplar de la segona època de la revista Ibérica

Exemplar de la tercera època de la revista Ibérica

Ibérica, amb el subtítol El progreso de las ciencias y sus aplicaciones, va ser una revista que es va començar a publicar el 1914, inicialment a Roquetes, fundada pels jesuïtes de l'Observatori de l'Ebre, un centre de recerca científica localitzat prop de Tortosa (Tarragona). Ibéria es pot considerar la primera revista de divulgació científica i tecnològica de l'Estat.

## Història
El primer número de la revista va aparèixer oficialment el 1914 -tot i que durant el 2013 es publicaren dos números preliminars (Spécimen A, a l'octubre de 1913 i Spécimen B, el novembre del mateix any) i es va continuar publicant fins al 2005, si bé entre 1936 i 1945 es va suspendre temporalment. Fins al 1925, durant el temps en què es va publicar a Roquetes va tenir una periodicitat setmanal.
A partir de setembre de 1925, la publicació es trasllada a Barcelona, al carrer Palau, al centre de la ciutat, després d'onze anys a Roquetes. La ubicació aïllada de la revista a Roquetes obstaculitzava el seu creixement. Posteriorment, l'any 1936, la revista va patir una interrupció forçosa amb la Guerra Civil, la qual s'allarga, amb la Segona Guerra Mundial, fins al 1945, quan es publica de nou amb canvis d'orientació i sota una nova direcció.
El 1971, la redacció d'Ibèrica es trasllada al campus de la Universitat de Barcelona a Pedralbes, al carrer Aristides Mayol. A partir de març de 1984 passa a ser editada per l'Associació de Pedagogia de les Ciències. La seva periodicitat va variar de setmanal a quinzenal i, finalment, a mensual. La revista, escrita en castellà, estava dedicada a la ciència i la tecnologia.
Noranta-dos anys després de la seva fundació, en 2005, va aparèixer el darrer número de la revista Ibèrica, el 478.

## Objectius i contingut
L'objectiu principal de la revista publicada per l'Observatori de l'Ebre era el de contribuir a difondre el coneixement científic i tecnològic, així com a fomentar el progrés de les ciències, reunint i resumint tot allò d'interès per al públic en general, abastat en una temàtica d'abast enciclopèdic. La revista omplia un espai no cobert per cap altra publicació en el nostre país, donant resposta a la necessitat informativa d'un sector important de població que desitjava conèixer els avanços de la ciència. El seu caràcter divulgatiu l'aconseguia amb el seu tractament amb un alt rigor científic fet per especialistes i experts però adreçat al gran públic. a través de breus notícies d'actualitat, articles d'especialistes sobre matèries específiques, ressenyes de llibres, etc. Ibérica era, per damunt de tot, una revista d'actualitat. D'actualitat científica i tècnica.
El contingut abastava tot el camp de les ciències exactes, físiques i naturals, amb especial incidència en els avenços científics i tecnològics de ressonància mundial, especialment, els produïts a Espanya i països de parla castellana. Entre els temes més destacats estaven l'astronomia, la meteorologia i la geofísica.
Durant el període d'anys que va de 1914 a 1925 la revista Ibérica va mantenir pràcticament les mateixes seccions amb lleugeres variacionsː
- «Crónica científica», que abastava les notícies i fets ocorreguts d'actualitat (invents, noves aplicacions, fenòmens d'interès).
- «Boletín científico», on s'exposava el progrés de les teories i d'articles on apareixien les explicacions teòriques i científiques dels fets i fenòmens.
- «Sección bibliográfica» amb les novetats editorials del moment, per poder ampliar la formació en els temes tractats.
- «Efemérides astronómicas y datos de observaciones».
- «Secció de publicitat» com a font d'informació per al lector i finançament per a la revista.

## Directors de la revista
- 1913-1917: Ricard Cirera i Salse S. J. (1864-1932).[1]
- 1917-1922: Josep Albiñana S. J. (1875-1922).[1]
- 1922-1936: Andrés F. Linari S. J. (1881-1969).[1]
- 1936-1945: interrupció de la publicació.
- 1945-1961: Ignasi Puig i Simon (1881–1961).[4]
- 1961-2005: Pascual Bolufer, S.J. (1925-)[4]